# Кафедральный собор Лулео
Кафедральный собор Лулео (швед. Luleå domkyrka) — главная церковь диоцеза Лулео, самой северной в Швеции. Необходимость в новом здании возникла после сильного пожара 1887 года, принёсшего серьёзные разрушения в городе. Новое церковное здание было спроектировано архитектором Адольфом Эмилем Меландером в неоготическом стиле. Освящено в 1893 году во имя Оскара-Фредерика — правящего монарха.
В 1904 году, в связи с организацией епархии Лулео, церковь стала кафедральным собором епархии. С 2002 года епископом является Ханс Стиглунд.
Высота церковного шпиля 67 метров, что делает здание самым высоким в Лулео.